# Myrmarachne cuprea
Myrmarachne cuprea är en spindelart som först beskrevs av Henry Roughton Hogg 1896.  Myrmarachne cuprea ingår i släktet Myrmarachne och familjen hoppspindlar. Inga underarter finns listade i Catalogue of Life.